# Hermann Conradi
Hermann Conradi (Jeßnitz, 1862. július 12. – Würzburg, 1890. március 8. ) német naturalista író.

## Művei (válogatás)
- Brutalitäten. Skizzen und Studien. Zürich: Verlags-Magazin. 1886
- Lieder eines Sünders. Leipzig: Friedrich. 1887
- Phrasen (regény), Leipzig: Friedrich. 1887
- Adam Mensch (regény), Leipzig: Friedrich. 1889 (Reprint 1997, Karben: Wald) ISBN 3-932065-04-2
- Hermann Conradis gesammelte Schriften, 3 Bde., hrsg. v. Paul Ssymank. (Bd. 3 hrsg. v. Gustav Werner Peters) München: Müller. 1911

## Külső hivatkozások
- Rövid életrajza